# Banka, Kungsbacka kommun
Banka är en bebyggelse i Fjärås socken i Kungsbacka kommun. SCB avgränsar här en småort sedan 2023